# Präsidentschaftswahl in der Elfenbeinküste 2015
Die Präsidentschaftswahl in der Elfenbeinküste 2015 fand am 25. Oktober statt. Amtsinhaber Alassane Ouattara (RHDP) gewann bereits im ersten Wahlgang deutlich mit 83,7 Prozent der gültigen Stimmen. Pascal Affi N’Guessan, Kandidat der größten Oppositionspartei Front Populaire Ivoirien (FPI, deutsch ivorische Volksfront), konnte lediglich 9,3 Prozent der Stimmen auf sich vereinen. Die Wahlbeteiligung sank auf 52,9 Prozent. Die Amtszeit beträgt 5 Jahre.
Von 6.300.142 registrierten Wählern gaben 3.330.928 ihre Stimme ab, was einer Wahlbeteiligung von 52,9 Prozent.

## Ergebnis
| Kandidaten                      | Parteien                                                                                         | Stimmen   | %    |
| ------------------------------- | ------------------------------------------------------------------------------------------------ | --------- | ---- |
| Alassane Ouattara               | Rassemblement des Houphouëtistes pour la Démocratie et la Paix (RDR – PDCI – UDPCI – MFA – UPCI) | 2.618.229 | 83,7 |
| Pascal Affi N’Guessan           | Alliance des forces démocratiques (FPI – PIT)                                                    | 290.780   | 9,3  |
| Konan Bertin Kouadio            | Unabhängig                                                                                       | 121.386   | 3,9  |
| Henriette Lagou Adjoua          | Renouveau pour la paix et la concorde                                                            | 27.759    | 0,9  |
| Siméon Konan Kouadio            | Unabhängig                                                                                       | 22.117    | 0,7  |
| Kacou Gnangbo                   | Unabhängig                                                                                       | 18.650    | 0,6  |
| Jacqueline-Claire Kouangoua     | Unabhängig                                                                                       | 12.398    | 0,4  |
| Charles Konan Banny             | Unabhängig                                                                                       | 8.667     | 0,3  |
| Amara Essy                      | Unabhängig                                                                                       | 6.413     | 0,2  |
| Mamadou Koulibaly               | Liberté et démocratie pour la République                                                         | 3.343     | 0,1  |
| Gesamt                          | Gesamt                                                                                           | 3.129.742 | 100  |
|                                 |                                                                                                  |           |      |
| Ungültige Stimmen               | Ungültige Stimmen                                                                                | 201.186   | 6,0  |
| Wähler                          | Wähler                                                                                           | 3.330.928 | 52,9 |
| Wahlberechtigte                 | Wahlberechtigte                                                                                  | 6.301.189 |      |
|                                 |                                                                                                  |           |      |
| Quelle: Conseil constitutionnel |                                                                                                  |           |      |